# Lao-Nippon-Brücke
Die Lao-Nippon-Brücke, auch bekannt als Pakse-Brücke, ist eine Straßenbrücke, die bei der laotischen Stadt Pakse den Mekong überspannt.
Der Bau der von der japanischen Regierung finanzierten Brücke begann im Oktober 1997 und war im Februar 2000 abgeschlossen; die Kosten betrugen etwa 48 Millionen US-Dollar. Die Brücke verbindet das am Ostufer gelegene Pakse über das westlich des Mekong gelegene Phonthong und den Grenzort Vang Tao mit Thailand und soll Handel und Tourismus in Südlaos fördern.
Die 1380 Meter lange und 11,8 Meter breite Brücke besitzt zwei Fahrspuren, an deren Seiten sich zwei Fußwege befinden. Technisch handelt es sich um eine Mischung aus Spannbeton-Hohlkastenbrücke und Extradosed-Brücke. Die Mittelspannweite beträgt 143 Meter. Die Brücke ist Teil der Nationalstraße 16.
Die Lao-Nippon-Brücke war nach der 1994 eröffneten Thailändisch-Laotischen Freundschaftsbrücke die zweite laotische Mekongbrücke und ist die erste Straßenbrücke, die sich vollständig auf laotischem Territorium befindet. Sie ist die südlichste Mekongbrücke in Laos; die nächste Brücke über den Fluss ist die Zweite Thailändisch-Laotische Freundschaftsbrücke bei Savannakhet.